# Adam Goldberg
Adam Goldberg (Santa Monica, Kalifornia, 1970. október 25. –) amerikai színész, rendező, producer és zenész.

## Élete és pályafutása
1970. október 25-én született a kaliforniai Santa Monicában. Édesanyja Donna ír, francia és német felmenőkkel rendelkezik, édesapja Earl Goldberg pedig zsidó származású.
Első szerepe 1992-ben a Mr. Saturday Night című filmben volt. Ezt követően olyan filmekben játszott, mint a Kaszakő (1993), a Tökéletlen idők (1993) és az Angyalok háborúja (1995). Rövid időre feltűnt a Jóbarátok című televíziós sorozatban is. 1998-ban Steven Spielberg rendező Ryan közlegény megmentése című Oscar-díjas filmjében kapott egy szerepet, Mellish közlegényt alakítva.
Számos televíziós sorozatban és filmben feltűnt, mint vendég- vagy mellékszereplő. Látható volt többek között a Vészhelyzet egy epizódjában, valamint a Törtetők és a Joey több részében is. 2014-ben a Fargo amerikai krimisorozat első évadjában játszott.

## Filmográfia

### Film

#### Rendező, író és producer
| Év   | Magyar cím        | Eredeti cím      | Feladatkör | Feladatkör | Feladatkör | Feladatkör | Megjegyzések |
| Év   | Magyar cím        | Eredeti cím      | Rendező    | Író        | Producer   | Vágó       | Megjegyzések |
| ---- | ----------------- | ---------------- | ---------- | ---------- | ---------- | ---------- | ------------ |
| 1998 |                   | Scotch and Milk  | Igen       | Igen       | Nem        | Igen       |              |
| 2005 | Végzetes rajongás | I Love Your Work | Igen       | Igen       | Igen       | Igen       | zeneszerző   |
| 2009 | Cím nélkül        | (Untitled)       | Nem        | Nem        | Vezető     | Nem        |              |
| 2009 |                   | Landy's BFF      | Nem        | Nem        | Igen       | Nem        | rövidfilm    |
| 2015 | Nőj fel, Jose!    | No Way Jose      | Igen       | Igen       | Igen       | Igen       |              |

#### Színész
| Év   | Magyar cím                                  | Eredeti cím                              | Szerep                                  | Magyar hang           |
| ---- | ------------------------------------------- | ---------------------------------------- | --------------------------------------- | --------------------- |
| 1992 | Mr. Saturday Night                          | Mr. Saturday Night                       | Eugene Gimbel                           |                       |
| 1993 | Tökéletlen idők                             | Dazed and Confused                       | Mike Newhouse                           | Görög László          |
| 1993 | Tökéletlen idők                             | Dazed and Confused                       | Mike Newhouse                           | Rada Bálint           |
| 1993 | Kaszakő                                     | Son in Law                               | Indián                                  | Földi Tamás           |
| 1995 | Megoldatlan egyenletek                      | Higher Learning                          | David Isaacs                            | Holl Nándor           |
| 1995 | Angyalok háborúja                           | The Prophecy                             | Jerry                                   | Holl Nándor           |
| 1996 | Úton hazafelé 2. – Kaland San Franciscóban  | Homeward Bound II: Lost in San Francisco | Pete (hangja)                           |                       |
| 1998 |                                             | Scotch and Milk                          | Jim                                     |                       |
| 1998 | Minden csak a szex                          | Some Girl                                | Freud                                   |                       |
| 1998 | Ryan közlegény megmentése                   | Saving Private Ryan                      | Stanley Mellish közlegény               | Széles Tamás          |
| 1998 | Babe 2. – Kismalac a nagyvárosban           | Babe: Pig in the City                    | Bolhász (hangja)                        | Kassai Károly         |
| 1999 | Ed TV                                       | EDtv                                     | John                                    | Megyeri János         |
| 1999 | Ed TV                                       | EDtv                                     | John                                    | Czvetkó Sándor        |
| 2000 | Sunset Strip – A jövő útja                  | Sunset Strip                             | Marty Shapiro                           |                       |
| 2001 | Az élet nyomában                            | Waking Life                              | Egy a négy férfi közül                  | Simonyi Balázs        |
| 2001 | Odavagyok a pasiért                         | All Over the Guy                         | Brett Miles Sanford                     |                       |
| 2001 |                                             | Fast Sofa                                | Jack Weis                               |                       |
| 2001 | Spencer szerint                             | According to Spencer                     | Feldy                                   |                       |
| 2001 | Egy csodálatos elme                         | A Beautiful Mind                         | Sol                                     | Bede-Fazekas Szabolcs |
| 2002 | Igazság helyett                             | The Salton Sea                           | Kujo                                    | Rába Roland           |
| 2003 | Héber pöröly                                | The Hebrew Hammer                        | Mordechai Jefferson Carver              | Kálloy Molnár Péter   |
| 2003 | Hogyan veszítsünk el egy pasit 10 nap alatt | How to Lose a Guy in 10 Days             | Tony                                    | Kerekes József        |
| 2005 |                                             | The Fearless Freaks (dokumentumfilm)     | önmaga                                  |                       |
| 2006 | Egy férfi naplója                           | Man About Town                           | Phil Balow                              | Varga Gábor           |
| 2006 | Stay Alive – Ezt éld túl!                   | Stay Alive                               | Miller Banks                            | Vincze Gábor Péter    |
| 2006 | Stay Alive – Ezt éld túl!                   | Stay Alive                               | Miller Banks                            | Hujber Ferenc         |
| 2006 | Bármicvó                                    | Keeping Up with the Steins               | dühöngő autós (stáblistán nem szerepel) |                       |
| 2006 | Déjà Vu                                     | Déjà Vu                                  | Dr. Alexander Denny                     | Rajkai Zoltán         |
| 2007 | 2 nap Párizsban                             | 2 Days in Paris                          | Jack                                    | Bolba Tamás           |
| 2007 | Zodiákus                                    | Zodiac                                   | Duffy Jennings                          | Hujber Ferenc         |
| 2007 | Nancy Drew: A hollywoodi rejtély            | Nancy Drew                               | Andy, az arrogáns rendező               |                       |
| 2008 | A gyilkos bennünk                           | From Within                              | Roy                                     | Nagypál Gábor         |
| 2008 |                                             | Christmas on Mars                        | pszichiáter a Marson                    |                       |
| 2008 |                                             | Kate Wakes (rövidfilm)                   | Jared                                   |                       |
| 2009 | Cím nélkül                                  | (Untitled)                               | Adrian Jacobs                           | Stohl András          |
| 2010 | Miss Senki                                  | Miss Nobody                              | Bill Malloy nyomozó                     | Rajkai Zoltán         |
| 2010 | Norman                                      | Norman                                   | Mr. Angelo                              |                       |
| 2011 | A párizsi mumus                             | A Monster in Paris                       | Raoul (angol hangja)                    |                       |
| 2012 |                                             | Lost Angeles                             | Deepak                                  |                       |
| 2015 | Nőj fel, Jose!                              | No Way Jose                              | Jose                                    | Miller Zoltán         |
| 2016 |                                             | Rebirth                                  | Zack                                    |                       |
| 2016 |                                             | Between Us                               | Liam                                    |                       |
| 2017 | Volt egyszer egy Venice                     | Once Upon a Time in Venice               | Lio, a zsidó                            | Rajkai Zoltán         |
| 2019 | Versenyfutás az ördöggel                    | Running with the Devil                   | A spicli                                | Varga Gábor           |
| 2024 | Ördögűzés                                   | The Exorcism                             | Peter                                   | Rajkai Zoltán         |

### Televízió
| Év        | Magyar cím                           | Eredeti cím                  | Szerep                   | Megjegyzések                                                |
| --------- | ------------------------------------ | ---------------------------- | ------------------------ | ----------------------------------------------------------- |
| 1990      |                                      | Designing Women              | tanuló                   | 1 epizód                                                    |
| 1995      |                                      | Double Rush                  | Leo                      | főszereplő (1 epizód)                                       |
| 1995      | Vészhelyzet                          | ER                           | Joshua Shem              | 1 epizód                                                    |
| 1996      | New York rendőrei                    | NYPD Blue                    | Dave Bloom riporter      | 1 epizód                                                    |
| 1996      | Űrháború 2063                        | Space: Above and Beyond      | Louie Fox őrmester       | 1 epizód                                                    |
| 1996      | Jóbarátok                            | Friends                      | Eddie Menuek             | 3 epizód                                                    |
| 1996–1997 | Viszonyok                            | Relativity                   | Doug Kroll               | főszereplő (17 epizód)                                      |
| 2000      | Végtelen határok                     | The Outer Limits             | Sid Camden / Chad Warner | 1 epizód                                                    |
| 2000–2001 |                                      | The $treet                   | Evan Mitchell            | főszereplő (12 epizód)                                      |
| 2001      | Will és Grace                        | Will & Grace                 | Kevin Wolchek            | 1 epizód                                                    |
| 2003      |                                      | Running with the Bulls       | N/A                      | tévéfilm rendező, vezető producer zeneszerző és vágó        |
| 2004      | Frankenstein: Újratöltve             | Frankenstein                 | Michael Sloane nyomozó   | tévéfilm                                                    |
| 2005      | Esküdt ellenségek: Bűnös szándék     | Law & Order: Criminal Intent | Victor Garros            | 1 epizód                                                    |
| 2005      |                                      | Head Cases                   | Russell Shultz           | 5 epizód                                                    |
| 2005–2006 | Joey                                 | Joey                         | James "Jimmy" Costa      | 9 epizód                                                    |
| 2006      | A nevem Earl                         | My Name Is Earl              | Philo                    | 1 epizód                                                    |
| 2007      | A médium                             | Medium                       | Bruce Rossiter           | 1 epizód                                                    |
| 2007      | Törtetők                             | Entourage                    | Nick Rubenstein          | 4 epizód                                                    |
| 2009      | Zűrös zsaruk                         | The Unusuals                 | Eric Delahoy nyomozó     | főszereplő (10 epizód)                                      |
| 2009      | Gyilkos számok                       | Numb3rs                      | Chris McNall             | 1 epizód                                                    |
| 2011      | A nagy svindli                       | White Collar                 | Jason Lang               | 1 epizód                                                    |
| 2012      | 22-es körzet – a bűn utcái           | NYC 22                       | Ray "Lazarus" Harper     | főszereplő (13 epizód)                                      |
| 2013      | Állati dokik                         | Animal Practice              | önmaga                   | 1 epizód                                                    |
| 2013      | Franklin és Bash                     | Franklin & Bash              | August West              | 1 epizód                                                    |
| 2013      | Anna Nicole – egy playmate története | The Anna Nicole Story        | Howard K. Stern          | - tévéfilm - magyar hangja: - Fesztbaum Béla - Posta Victor |
| 2014      | Fargo                                | Fargo                        | Grady Numbers            | 5 epizód                                                    |
| 2015      |                                      | Maron                        | Jack Ross                | 1 epizód                                                    |
| 2015–2016 |                                      | The Jim Gaffigan Show        | Dave Marks               | főszereplő (23 epizód)                                      |
| 2017      |                                      | Graves                       | Christopher Sachs        | 2 epizód                                                    |
| 2017      | Babonák                              | Lore                         | Peter Stumpp             | 1 epizód                                                    |
| 2018      | Elrabolva                            | Taken                        | Harden Kilroy            | 16 epizód                                                   |
| 2019      | Isten belájkolt                      | God Friended Me              | Simon Hayes              | 8 epizód                                                    |
| 2021–     | The Equalizer                        | The Equalizer                | Harry Keshegian          | állandó szereplő                                            |